# جيمس كريستي
جيمس كريستي (بالإنجليزية: James Christie)‏، ولد في مدينة بيرث الإسكتلندية سنة 1730م. أسس دار المزاد الشهيرة كريستيز في 5 ديسمبر 1766. بمستودع كان سابقا دارا للنشر (مكتبة) بشارع بال مال في لندن كان مِلكا لريتشارد دالتون.
عام 1779 صار جيمس جارا للرسام توماس غينزبرة بنفس المبنى الذي توفي فيه يوم 8 نونبر 1803 عن سن 78 عام ودفن في مقبرة سان جيمس.

## عائلته
تزوج جيمس مرتين ورزق بأربعة أبناء من الزوجة الأولى هم: (جيمس كريستي الابن) (1773-1831) الذي ورث أعماله.. (شارلز) قبطان الوحدة العسكرية البنغالية الخامسة للمشاة، قتل في غارة روسية عام (1812) خلال الحرب العالمية الأولى. (ألباني) توفي عام 1821 و (إدوارد) توفي في نفس العام كظابط بحرية في بورت رويال، جامايكا.

## روابط خارجية
- جيمس كريستي على موقع الموسوعة البريطانية (الإنجليزية)